# 珍娜·瑪柏
珍娜·妮可·穆雷（Jenna Nicole Mourey，1986年9月15日—），較廣為人知的是化名珍娜·瑪柏（Jenna Marbles），美國YouTuber、喜劇演員與演員。截至2017年4月，珍娜·瑪柏已經有超過1716萬名訂閱者與22億觀看次數，是YouTube第20多訂閱者與曾經為最大的女性頻道。

## 早年生活
穆雷於1986年9月15日出生於羅徹斯特，並在該處長大，她父親是一位化學家，母親狄波拉（Deborah）則是一位市場行銷，他們在穆雷還小的時候離婚，由她的爸爸和後來結婚的繼母照顧。她中學就讀於布萊頓高中，2004年畢業後，穆雷搬到波士頓就讀薩福克大學的心理學系。在獲得理學士學位後，她轉讀波士頓大學的體育心理學系並獲得碩士學位。之後穆雷在Barstool Sports找到一份版主助理的工作，在此之間她創建了一個名叫「StoolLaLa」的網站。2010年的夏天，她搬到麻薩諸塞州的劍橋，並以800美元租金與其他人同居一間三房公寓，期間穆雷當過酒保跟夜店舞者等工作。

## YouTube

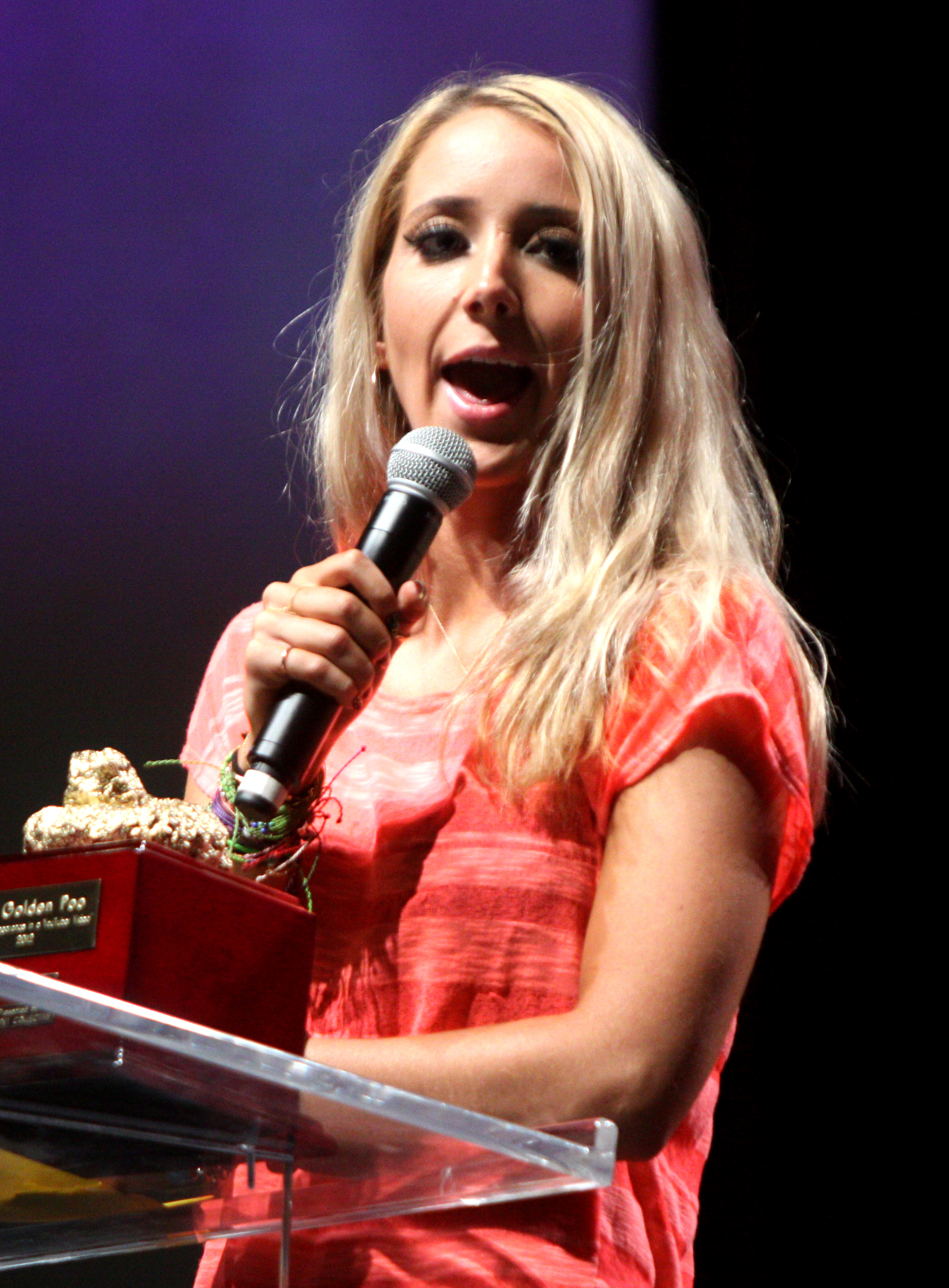
於2012年VidCon的瑪柏

穆雷於2010年2月16日以「珍娜·瑪柏」（JennaMarbles）為用戶名創建YouTube頻道，其第一部影片於隔天上傳，逢星期三或四上傳新影片。「珍娜·瑪柏」這頻道成名於《How to trick people into thinking you're good looking》和《How To Avoid Talking To People You Don't Want To Talk To》這2部影片，其中《How to trick people into thinking you're good looking》在上傳後的第一週便錄得超級530萬次的觀看數，而《How To Avoid Talking To People You Don't Want To Talk To》則於2011年8月分別被《紐約時報》和《ABC新聞》報導。在該影片中，穆雷說：「我厭倦那些用自己的生殖器接觸著我背部的傢伙，而原因只是因為我在夜店出現或在酒吧跳舞。」
穆雷亦曾在其他頻道的影片中出現或為影片中出現的角色配音。例如在《經典饒舌爭霸戰》第2季第13集《亞當V.S夏娃》中飾演夏娃、為《柳丁擱來亂》其中一集《Fake n' Bacon》的香蕉配音。而和她合作過的YouTuber包括漢娜·哈特、NigaHiga、謝恩·多森等。

## 其他
穆雷在由Smosh領銜主演的電影《Smosh：大電影》中飾演她自己。她同時也是SiriusXM Hits 1的節目《YouTube 15》的主持人。2014年10月，穆雷成為《逞能倒霉蛋》第四季第9集的來賓。

## 個人生活
穆雷有一位哥哥，名叫德文（Devin）。穆雷自2013年6月起與同為YouTuber的朱利安·索洛米塔（Julien Solomita）交往，截止2016年8月，他的頻道有88萬訂閱數。在此之前他曾跟另外2個名叫威利（Willy，2000年–2004年）和馬克斯·懷茲（Max Weisz，2011年–2012年）男性交往過。
穆雷很愛小動物，也樂於觀看粉絲給她的寵物照片。她養了2隻狗，分別是芝娃娃「瑪柏先生」（Mr. Marbles）和義大利靈𤟥「克米特·渥姆」（Kermith Worm），2隻寵物狗由於經常在影片中出現的關係所以很受觀眾喜愛，而穆雷的博客網站也有售賣基於牠們設計的狗玩具。